# Chiesa di Maria Santissima Assunta (Castelbuono)
La chiesa di Maria Santissima Assunta è la chiesa matrice vecchia di Castelbuono.

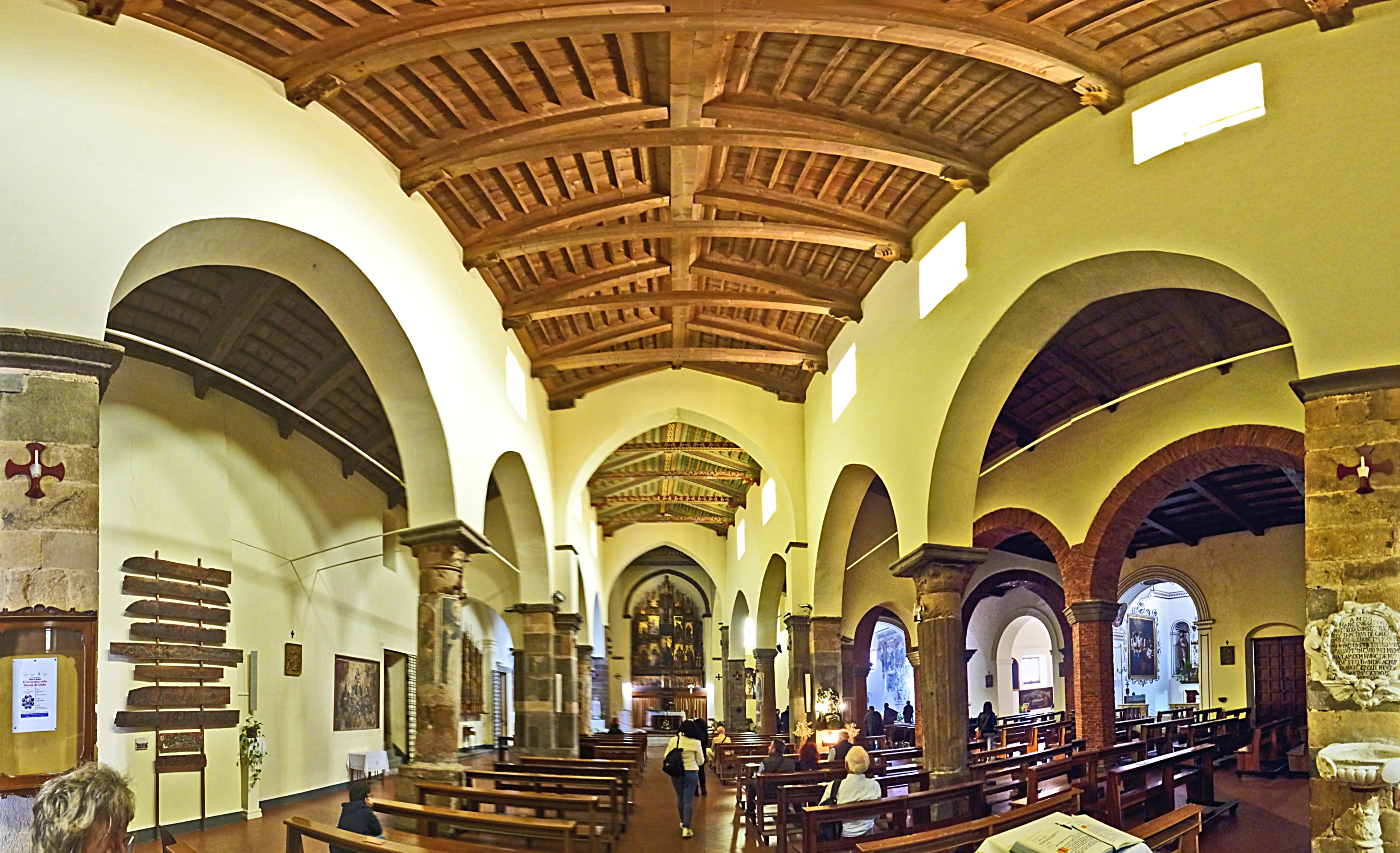
Vista interna

## Storia

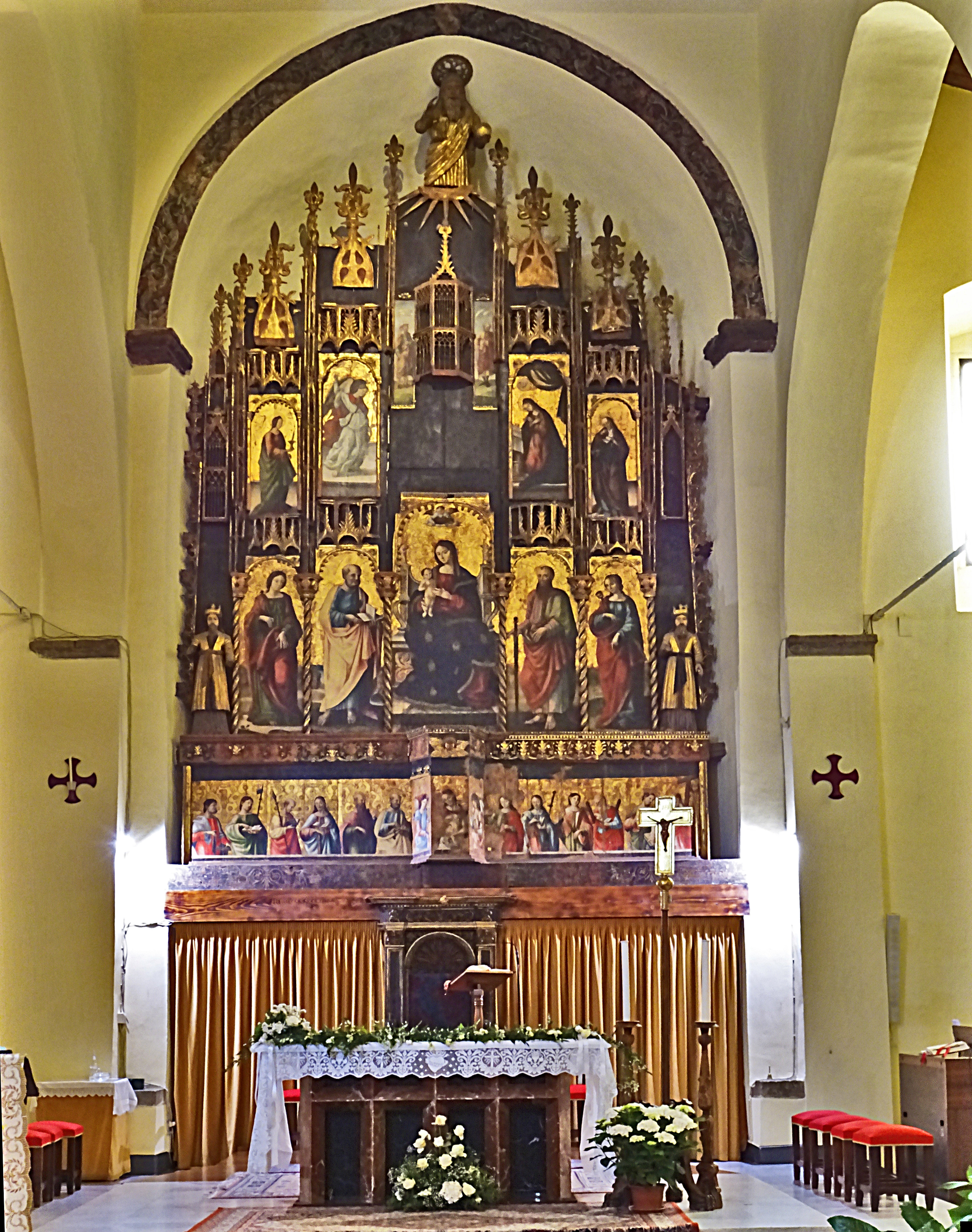
Polittico, altare maggiore.

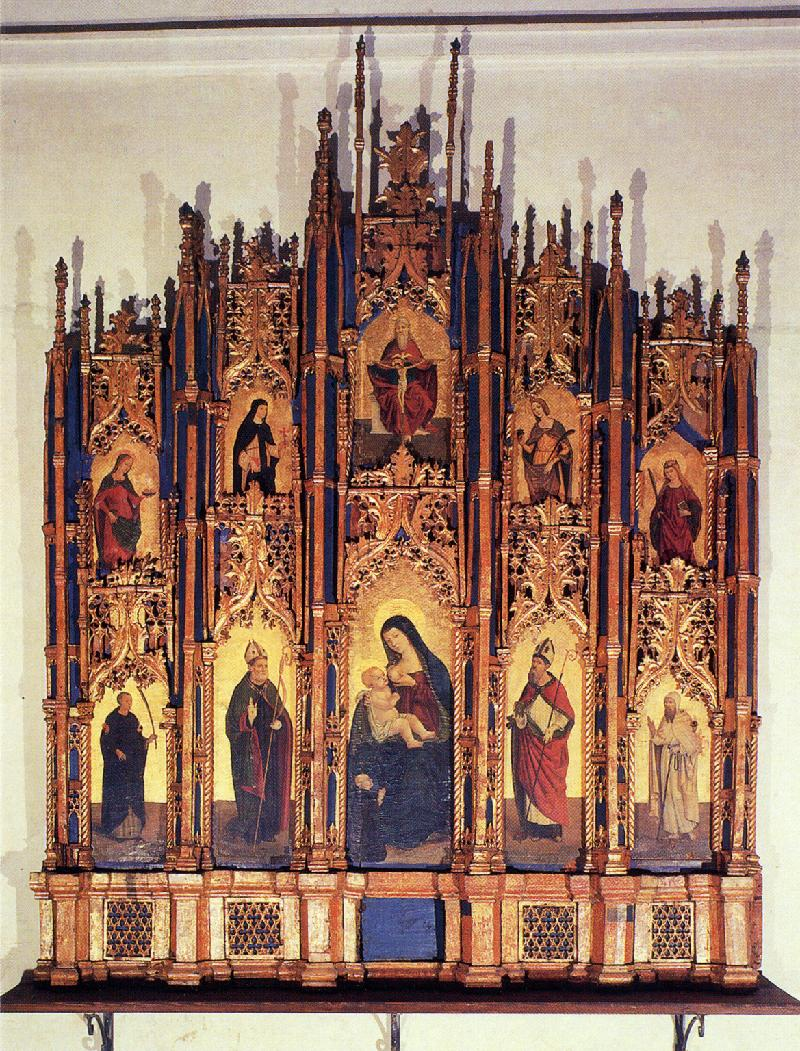
Pentittico conservato nella chiesa

La chiesa risale al XIV secolo. I restauri hanno rimesso in luce alcuni elementi di una precedente costruzione del XIII secolo. La costruzione ha subito nel corso del tempo diversi rimaneggiamenti e attualmente mescola gli stili romano-gotico, gotico catalano e composito-chiaramontano.

## Architettura
Il prospetto della chiesa è adorno di un portale gotico-catalano con orlatura a foglie rampanti, e di un portico a tre arcate a tutto sesto del XVI secolo, che, originariamente, girava anche sul fianco della quarta navata.
Il campanile richiama lo stile di transizione romanico-gotico. Al centro è una bifora con colonnina marmorea, a cui si appoggiano due archetti ciechi poggianti su piccole mensole scolpite, raffiguranti figure mostruose. La cupola è spezzata da una corona merlata, da cui svetta il pinnacolo rivestito da mattonelle a smalto di gusto moresco.
Alle tre navate della chiesa, alla fine del XV secolo ne venne aggiunta una quarta, con soffitto a cassettoni con trabeazioni che poggiano su mensole scolpite. Sulle colonne sono stati scoperti i frammenti di affreschi trecenteschi con figure di santi e di martiri. Un frammento di pittura a encausto raffigurante lo Sposalizio di Santa Caterina, di scuola siculo-toscana si conserva accanto alla porta della sacrestia.
Cappella del Santissimo Sacramento. Ambiente caratterizzato da notevole ciborio – alto più di quattro metri e largo due – attribuito a Giorgio da Milano ed eseguito intorno al 1493, che si presenta riccamente decorato: il manufatto marmoreo è costituito da due coppie di colonne tortili disposte su due ordini con pinnacoli terminali. Al primo ordine coppie d'angeli reggono panneggi a mo' di baldacchino, il tabernacolo centrale è delimitato da dodici angeli genuflessi, nella predella la scena centrale dell'Ultima Cena, ai lati i rimanenti Apostoli e Profeti. Sei riquadri interni alle coppie di colonnine raffigurano i quattro Evangelisti e i Dottori della Chiesa. Al secondo ordine, sulla cornice con iscrizione, è collocata la Crocifissione di Gesù, due figure di santi ai lati, il tutto sormontato dalla lunetta contenente il rilievo della Natività di Gesù. Chiude il manufatto il mezzobusto del Padre Eterno benedicente sorretto da angeli.

## Altare maggiore e minore
Il polittico (1520) è stato attribuito prima al Antonio di Saliba, (nipote del pittore Antonello da Messina) e più recentemente a Pietro Ruzzolone. Nella parte centrale sono dipinte le figure dell'arcangelo Gabriele e dell'Annunziata, che hanno accanto Sant'Elisabetta e Sant'Anna. Nella parte più bassa la Madonna col Bambino con a destra San Paolo e Sant'Agata, a sinistra San Pietro e Santa Lucia.
Qui si conserva la copia del polittico, detto del Beato Guglielmo, il cui originale, trafugato intorno al 1875, si trovava nel Santuario di Santa Maria del Parto. Al centro è raffigurata la Vergine col Bambino sovrastata dal Padre Eterno. Nei pannelli laterali in basso: San Benedetto, San Placido - San Basilio Magno, San Guglielmo Abate. Nei pannelli sotto i frontalini: Santa Monaca (?), Santa Maria Maddalena - Sant'Agata, Santa Caterina d'Alessandria.
- 1520, Madonna con Bambino, statua marmorea, opera documentata, attribuzione per stile in assenza di documentazione certa ad Antonello Gagini.[4]

## Cripta
Ambienti ipogei ubicati in corrispondenza del presbiterio con pareti ricche d'affreschi raffiguranti i cicli di vita, passione, morte e resurrezione di Gesù Cristo.